# Club Deportivo Segarra
El C.D. Segarra fue un club de fútbol español, de la ciudad de Vall de Uxó, (Castellón), fundado en 1942. 

## Historia
El club se estrenó en la competición liguera de la temporada 1941/42 debutando en la 2ª Regional. Tras una serie de ascensos llegó a jugar la fase de promoción a la 2ª División española en la temporada 46/47.
Desapareció en 1959, debido a problemas económicos, siendo reemplazado hasta la temporada 1974/75 por su equipo filial de nombre CD Piel. 
A partir de 1975, la fundación de la UDE (Unión Deportiva Vall de Uxó), significó la absorción y refundación por parte de la UDE, de las antiguas estructuras de sus antecesores deportivos (CD Segarra y CD Piel). 

### Partidos amistosos relevantes
- CD Segarra-Atlético Aviación
- CD Segarra-Valencia CF
- CD Segarra-San Lorenzo de Almagro
- CD Segarra-FC Barcelona

## Uniforme
- Uniforme titular:  Camiseta azul claro, pantalón blanco y medias con varias listas de en dos azules;

## Datos del club (1941-1975)
- Temporadas en 1.ª: 0
- Temporadas en 2.ª: 0
- Temporadas en 3.ª: 5
- Temporadas en Divisiones Regionales: 20
- Mejor puesto en la liga: 1º (3ª División temporada 1946/47)

## Logros y Méritos
- Campeón regional en 1945 ante el C.D. Mestalla
- Campeón Nacional de Grupos de Empresas (Educación y Descanso), en 1946, ante Construcciones navales de Cartagena.

## Entrenadores
- Basilio
- Emilio Vidal
- Pedro Paradells

## Jugadores destacados salidos de su cantera
- José Mangriñán (Valencia C. F.)
- Casinos (CD Castellón)
- Vicente Mangriñán (Villarreal CF)
- Joaquín Navarro (Elche CF)
- Francisco Aragó (Levante UD)
- Ernesto Vilalta (CD Castellón)
- Mezquita (Elche C. F.)